# Stanisław Lanckoroński (ok. 1585–1617)
Stanisław Lanckoroński herbu Zadora (ur. ok. 1585, zm. 5 lutego 1617) – wojewoda podolski w 1614 roku, kasztelan halicki w latach 1613-1614, starosta płoskirowski w 1613 roku.
Zdaniem Henryka Kotarskiego, Stanisław urodził się w 1585. Jego ojcem był Mikołaj Lanckoroński z Brzezia (zm. 1597), rotmistrz jazdy koronnej, podkomorzy podolski, a matką Anna Żórawińska.
W 1615 był posessorem wsi Iwiniace górne i dolne należącej do starostwa kamienieckiego. W 1616 kupił Buczacz i Podhajce z przyległościami, Wońkowce, Zaborzce, Pilipkowce i pięć wsi na Podolu od Lichowskich.
Ożenił się z Zofią z Zamiechowskich, wdową po Janie Golskim, kasztelanie kamienieckim, spadkobiercę swego zmarłego w 1612 brata Stanisława.
Przedwcześnie zmarł 5 lutego 1617, został pochowany w podziemiach katedrzy lwowskiej, gdzie według ks. Szymona Starowolskiego istniał jego nagrobek z łacińskim epitafium.